# 日本電気大型店協会
日本電気大型店協会（にっぽんでんきおおがたてんきょうかい）は、かつて存在した日本の家電量販店による業界団体。略称はNEBA (Nippon Electric Big-Stores Association)。

## 概要
1963年設立の全日本電気大型経営研究会（全日電）を前身とし、1972年に日本電気専門大型店協会として加盟社79社で設立。時代と共に加盟店の取り扱い品目が多様化したことなどから、1995年に日本電気大型店協会に名称を変更した。
流通改革の研究会から業界団体として立ち上がった背景には様々な要因がある。
1つは1960年代半ばの電気メーカーによる強力な系列化再編において独立を保つこと。製造業者である電気メーカーが自社製品の販路を統制するために、販売業者の選別、組織化を進める中でも自主独立を志して出発した。
大型店は独自の仕入れルートを確立しチェーンストアを経営。規模を生かして粗利を圧縮しても利益をあげる形である。仕入れに明るかったのは、彼等の多くが卸売からの、又は卸小売併営からの転業組だったことによる。
大型店が卸売からシフトした要因は、メーカーの圧力、小売店からの圧力、嫌がらせがある。戦前から家電市場におけるチャネルリーダーは卸売業者だった。それが家電市場の拡大により、メーカーから資本の入った販売会社（販社）が設立された。既存の卸売業者の機能は販社に奪われていく。
小売店からの圧力、嫌がらせは凄まじいものがあり卸小売併営の電気商が集まった神田秋葉原は目の敵にされ、ネオン広告を消さざるを得ない事態にも追い込まれた事もある。
団体設立の別の理由として、メーカー、行政、消費者に自らの主張を発信するには研究会ではなく公的な団体であるべきとする意見があった点がある。特に対消費者については、団体発足の契機となったのがカラーテレビ不買運動であったからも明らかである。
業界全体の8割を系列化として余裕のあったメーカー側は新勢力NEBAにメリットを見出し、量販店を公認して量販店向けの販社を設立する。メーカー側の流通系列化は一応の完成となる。
価格競争を仕掛ける総合スーパーには豊富な品揃えで対抗。最盛期の1975年には93社を数え、2000年には加盟各社合計で2兆円を超える売り上げを計上した。
しかし、共存共栄を掲げ過激な安売り競争を避け、互いの商圏への出店にも消極的だった。NEBAはメーカーからの人材供給であるヘルパーによる人件費圧縮、リベートといった人脈や古い慣習により体質が脆弱になっていく。
財務体質を強化しスピード感をもって進むべき1990年代にはヤマダ電機やコジマといった、非NEBA加盟社に押され、相対的にNEBAの地位は低下していった。
非NEBA加盟社（ヤマダのような脱退組を含む）は、後発のためにディスカウンターのローコスト経営を容れ、効率的な小売システムを導入してきていた。バブル崩壊後の家電不況も改革を後押しした。
『風雲家電流通史』の中で著者の坂本正一は、何より既存の家電量販店の商圏に出店するには最大の障壁だった大店法が外圧により緩和、廃止となったことがNEBAの時代を終わらせた最大の要因としている。
NEBAの役割に疑問を持った加盟社の相次ぐ脱退や、近年の家電量販業界の再編などで、2004年には加盟社は30社にまで減少。NEBAは「一定の役割を終えた」として2005年8月末に解散した。
NEBA解散後、エディオンやヤマダ電機など大手10社弱で任意団体「大手家電流通懇談会」が作られ、2014年には「大手家電流通協会」と名称を変更し、業界団体として活動している。

### 歴代会長
（肩書きは就任当時）
- 全日電時代　永長佐京（第一家庭電器社長） 1963年 - 1972年
- 初代　谷口正治（朝日無線電機→ラオックス社長） 1972年 - 1995年
- 第2代　平井進吾（マツヤデンキ社長） 1995年 - 2001年
- 第3代　岡嶋昇一（エイデン社長） 2001年 - 2005年

### 解散時点での加盟社
- 株式会社大阪屋
- 株式会社庄子デンキ
- 株式会社デンコードー
- 株式会社丸英でんき
- ギガスケーズデンキ株式会社 - 北関東YKKの一角。
- サトームセン株式会社
- 株式会社真電
- 株式会社セキド
- 株式会社ソフマップ - 現在はビックカメラ子会社。
- 高橋電機株式会社
- 株式会社ディスクユニオン
- 株式会社ムラウチ
- ラオックス株式会社
- 株式会社エイデン - 現・エディオン
- 河村電気株式会社
- 株式会社ギガス - 現在はケーズホールディングス子会社。
- 株式会社すみや
- 株式会社東海イエス
- 株式会社豊栄家電
- 株式会社マキヤ
- 株式会社マルツ電波
- 上新電機株式会社
- 谷山無線電機株式会社
- 中川無線電機株式会社
- 株式会社ミドリ電化 - 現・エディオン
- 八千代ムセン電機株式会社
- 株式会社ダイナマイトコーポレーション
- 四国電業株式会社
- 株式会社デオデオ - 現・エディオン
- 株式会社ベスト電器 ‐ ヤマダ電機子会社を経て、同社に吸収合併され法人としては消滅